# ヘニング・シュミッツ
ヘニング・シュミッツ（Henning Schmitz, 1953年12月26日 - ）とは、テクノポップバンドクラフトワークのメンバー。

## 経歴
ドイツ生まれ。ラインラント州立音楽大学(現・ケルン音楽舞踊大学)とデュッセルドルフ専門大学で学び、1980年に音響と映像技術での資格を取得した。1991年から脱退したフェルナンド・アブランテスの代わりに加入。1978年からサウンド・エンジニアとしてクラフトワークで働き、エレクトリック・カフェからクレジット。 クラフトワークの活動以外に1980年代中頃にラジオ番組用の音楽や効果音の制作に協力。
現在はロベルト・シューマン大学デュッセルドルフでフリーランスの講師を務めるほか、時折、他のアーティストのエンジニアとしても活動。